# Flagey (Doubs)
Flagey é uma comuna francesa na região administrativa de Borgonha-Franco-Condado, no departamento de Doubs. Estende-se por uma área de 7,79 km². Em 2010 a comuna tinha 161 habitantes (densidade: 20,7 hab./km²).